# 警察廳長官狙擊事件
警察廳長官狙擊事件是指1995年3月30日日本警察廳長官國松孝次在家中公寓門前遭到不明身份的蒙面槍手狙擊的事件。國松孝次重傷，但是幸免於難；而狙擊事件的真相至今仍未完全查明。

## 背景
1995年3月20日，奧姆真理教在東京地下鐵製造的沙林毒氣血案造成大量平民傷亡，震驚世界。警察廳的初步調查確認了奧姆真理教與地下鐵慘案有關。於是3月22日，日本警方和自衛隊開始對奧姆真理教相關場所和設施進行強制搜查。麻原彰晃等人不愿意坐待失敗，準備對政府的行動進行反撲。

## 經過
3月30日早上8:30左右，國松孝次（當時58歲）在東京都荒川區南千住自己的公寓門前，遭到在附近埋伏的不明身份的蒙面槍手的狙擊。槍手用點38口徑的左輪手槍對國松連開了4槍，然後騎著黑色的自行車逃跑。國松的腹部中槍，情況危殆，被緊急送往醫院搶救，在手術中他的心臟停止了三次，不過最終逃過大難；兩個半月之後，國松重返崗位，不過他完全康復則是一年半之後的事情。
據警方的調查顯示，兇手的年齡為30至40歲，身高為170cm以上，案發時戴著白色的帽子和黑色面罩，身穿黑色雨衣和深色長褲。而現場留下兩件證物，分別是一枚朝鮮人民軍的「三大革命紅旗勛章」和一個10韓圓的硬幣。

## 調查
1996年5月，奧姆真理教信徒、警視廳巡查長稱自己槍擊了國松，承認了自己的犯罪事實，但是由於供詞前後矛盾太多，未能立案。同年11月，該巡查長因涉嫌向奧姆真理教泄漏情報而被免職。1997年1月，警視廳以他違反了《地方公務員法》的泄密條例對他進行了書面送檢，但是東京地方檢察廳決定暫緩不起訴。
事件發生之後的9年（2004年），警視廳在7月7日以同步輻射的分析結果，逮捕了包括前巡查長、原奧姆真理教防衛廳長官岐部哲也在內的4個人，打算起訴他們意圖謀殺罪和非法持有彈藥罪，不過東京地檢在9月17日最終仍然因為證據不足而未能成功起訴。

## 外部連結
- （日語） 警視廳「警察廳長官狙擊事件特別搜查本部」